# Escola de Bolonha

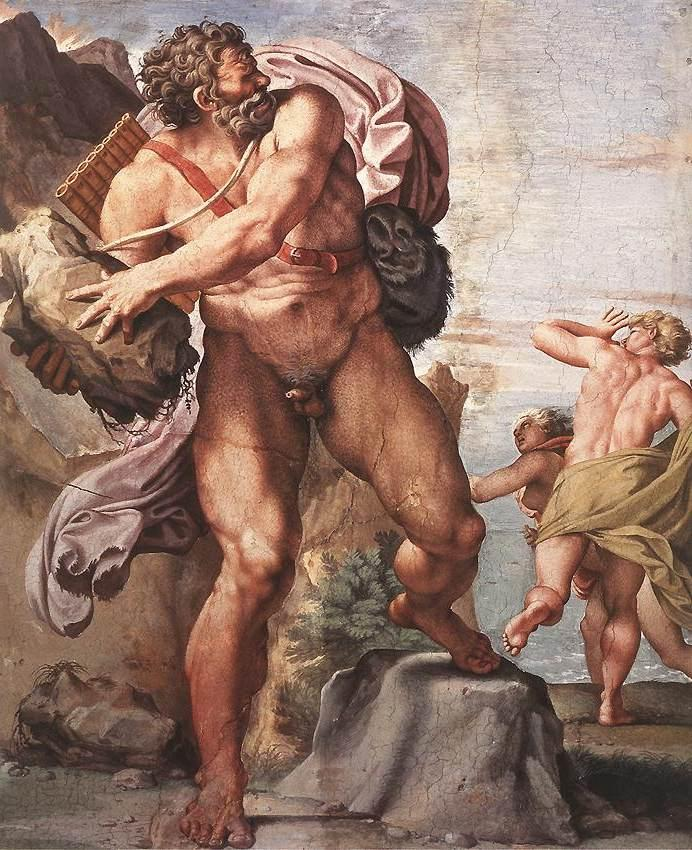
Annibale Carracci - O Ciclope Polifemo

A escola de Bolonha floresceu na cidade de Bolonha, na Itália, que é a capital da região de Emilia Romagna, entre os séculos XVI e XVII. A cidade rivalizou com Florença e Roma nas artes.

## Lista de artistas
- Amico Aspertini (1474-1552)
- Girolamo da Treviso (1508-1544)
- Girolamo da Carpi
- Denys Calvaert
- Prospero Fontana (1512-1597)
- Lavinia Fontana (1552-1614)
- Bartolomeo Passarotti (1529-1592)
- Bartolomeo Cesi (1556-1629)
- Annibale Carracci (1560-1609)
- Ludovico Carracci (1555-1619)
- Agostino Carracci (1557-1602)
- Sisto Badalocchio (1581-c.1647)
- Camillo Procaccini
- Angelo Michele Toni
- Benedetto Gennari
- Guido Reni (1575-1642)
- Domenichino (1581-1641)
- Francesco Albani (1578-1660)
- Giovanni Francesco Barbieri (Guercino) (1591-1666)
- Lionello Spada
- Lucio Massari
- Francesco Brizio
- Giacomo Cavedone
- Bartolomeo Schedoni
- Francesco Gessi
- Simone Cantarini (Il Pesarese) (1612-1648)
- Carlo Cignani (1628-1719)
- Giovanni Antonio Burrini
- Giovanni Gioseffo dal Sole
- Lorenzo Pasinelli
- Elisabetta Sirani
- Marcantonio Franceschini
- Guido Cagnacci (1601-1663)
- Giuseppe Mazza
- Lorenzo Garbieri (1580-1654)
- Mariescalchi
- Domenico Maria Canuti
- Agostino Mitelli (1609-1660).
- Enrico Haffner
- Giovannni Maria Bibiena
- Giovan Giacomo Monti
- Giovanni Battista Viola
- Alessandro Tiarini
- Giovanni Andrea Donducci (il Mastelletta)
- Giuseppe Maria Crespi (1665-1747)
- Ubaldo Gandolfi